# Danijel Subašić
Danijel Subašić (Zadar, 27. listopada 1984.) umirovljeni je hrvatski nogometaš koji je igrao na poziciji golmana.

## Klupska karijera
Rođeni Zadranin karijeru je započeo braneći za klub iz rodnog grada, NK Zadar. Prvi nastup zabilježio je sezone 2003./04., a već nakon toga dobivao je sve više prigoda. U 2. HNL branio je redovito iskazavši se kao talentiran vratar, sve dok se nije posvađao s vanjskim suradnikom kluba Renom Sinovčićem zbog navodne prisile na produljenje ugovora. 
Dio te sezone 2006./07. stagnirao je, trenirajući s juniorima, dok sudskim putem nije dokazano kako prisile na potpisivanje ugovora nije bilo. Krajem sezone dolazi do pomirbe te se Subašić vratio na vrata. Naredne godine Zadar ulazi u prvu hrvatsku ligu gdje je postiže solidne rezultate čime se pobuđuje sve veće zanimanje za mladog vratara. Nakon borbe između zagrebačkog Dinama, splitskog Hajduka i nekih inozemnih klubova, odlazi na jednogodišnju posudbu u splitskog prvoligaša uz opciju potpisivanja trogodišnjeg ugovora po završetku sezone.
Nakon uspješne polusezone među vratnicama Hajduka na jesen je dogovoren i transfer iz Zadra u splitsku momčad. S Hajdukom je 2010. godine osvojio nacionalni kup pobijedivši u završnici, u dvije utakmice, HNK Šibenika.

### AS Monaco FC
U siječnju 2012. godine karijeru nastavlja u Francuskoj, potpisao je ugovor sa slavnim Monacom na četiri i pol godine i odmah se priključio novom klubu. Godine 2020. nakon osam i pol godina provedenih u klubu napustio je Monaco.

## Reprezentativna karijera
Za reprezentaciju je debitirao 14. studenoga 2009. godine u prijateljskoj utakmici s Lihtenštajnom. Još je nastupio u prijateljskim utakmicama s Austrijom i Estonijom. U sva tri susreta nije trebao ići po loptu u mrežu. Nakon oproštaja Stipe Pletikose od reprezentacije, postao je prvi vratar. Hrvatski nogometni izbornik objavio je u svibnju 2016. godine popis za nastup na Europskom prvenstvu u Francuskoj, na kojem se nalazio i Subašić. Na Svjetskom prvenstvu u Rusiji 2018. godine odličnim obranama doprinosi povijesnoj pobjedi hrvatske reprezentacije protiv Argentine koja je završila rezultatom 0:3 u korist hrvatske reprezentacije. Odigrao je sjajnu utakmicu u osmini završnice Svjetskog prvenstva u Rusiji 2018. godine. U osmini završnice igrali su Hrvatska i Danska, završilo je 1:1 te su se izvodili jedanaesterci, Subašić je obranio tri jedanaesterca i tako Hrvatskoj donio četvrtzavršnicu.
Nakon osvajanja svjetskog srebra, 15. kolovoza 2018. godine, u 33. godini života, oprostio se od igranja za Hrvatsku.

## Osobni život
Danijel Subašić rođen je u Zadru, 27. listopada 1984. godine u obitelji oca Jove, koji je podrijetlom iz Zagrada nedaleko Benkovca, te majke Boje iz Raštevića.

## Priznanja

### Individualna
- Vratar godine u Ligue 1, 2016./17.
- 2018.: Nagrada Grada Zadra, za izvanredne uspjehe u području športa i zasluge u promicanju ugleda grada Zadra.[7]
- 2018.: Odlukom Predsjednice Republike Hrvatske Kolinde Grabar-Kitarović odlikovan je Redom kneza Branimira s ogrlicom, za izniman, povijesni uspjeh hrvatske nogometne reprezentacije, osvjedočenu srčanost i požrtvovnost kojima su dokazali svoje najveće profesionalne i osobne kvalitete, vrativši vjeru u uspjeh, optimizam i pobjednički duh, ispunivši ponosom sve hrvatske navijače diljem svijeta ujedinjene u radosti pobjeda, te za iskazano zajedništvo i domoljubni ponos u promociji sporta i međunarodnog ugleda Republike Hrvatske, te osvajanju 2. mjesta na 21. Svjetskom nogometnom prvenstvu u Ruskoj Federaciji.[8]

### Klupska
Hajduk Split
- Hrvatski nogometni kup (3): 2010., 2022., 2023.

Monaco
- Ligue 1 (1): 2016./17.

### Reprezentativna
Hrvatska
- Svjetsko prvenstvo: 2018. (2. mjesto)[9]

## Vanjske poveznice
- Profil[neaktivna poveznica] na 1hnl.net
- Profil na hnl-statistika.com